# ウジ・ヴィーゼル

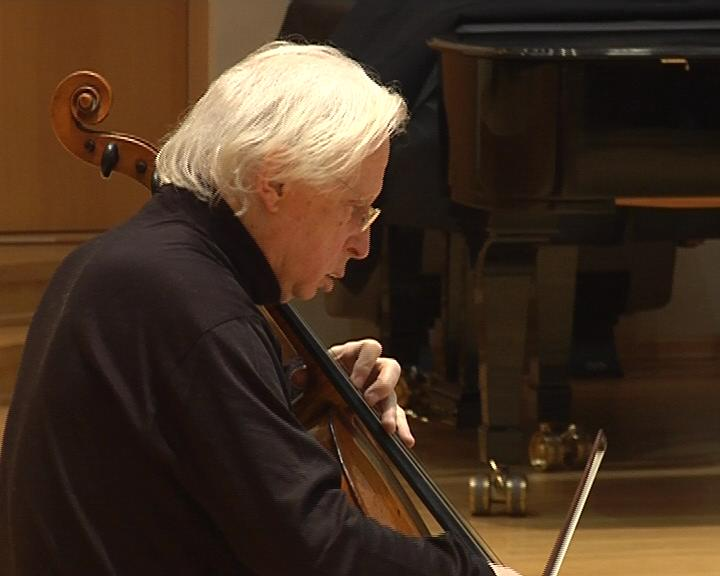
ウジ・ヴィーゼル

ウジ・ヴィーゼル（Uzi Wiesel, 1927年1月8日 - 2019年1月17日）は、イギリス委任統治領パレスチナ出身のチェロ奏者。
テルアビブの生まれ。アメリカでフェリックス・サモンドやバーナード・グリーンハウスの指導を受け、1953年にピアティゴルスキー賞を受賞。1954年にジュリアード音楽院を卒業し、短期間プラドのパブロ・カザルスの薫陶を受けた。1957年のモスクワ国際音楽コンクール、1961年のパブロ・カザルス国際チェロ・コンクールのそれぞれに上位入賞を果たした。1965年からテルアビブ大学で後進の指導に当たった。
キャンベラにて没。